# Faemino-Faema

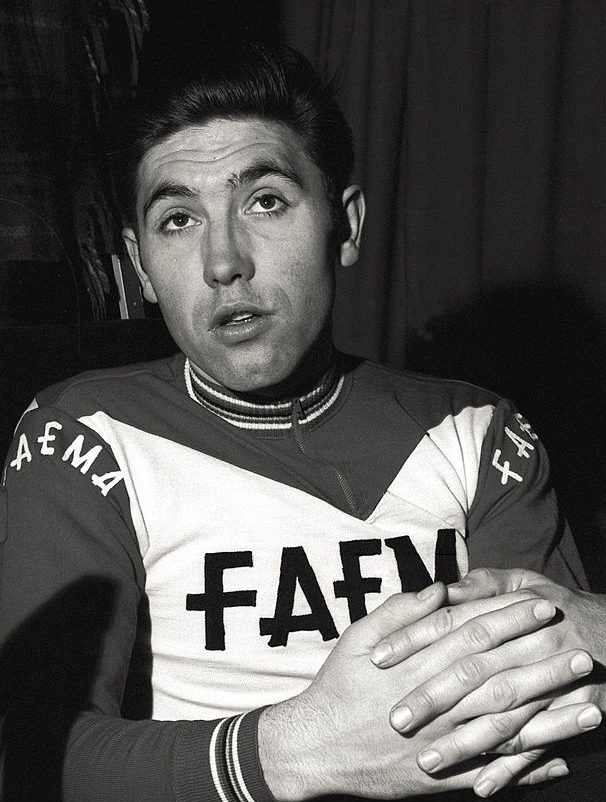
Eddy Merckx al 1969

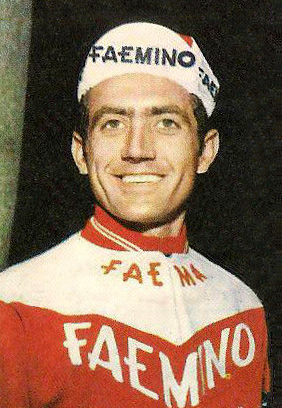
Italo Zilioli al 1970

L'equip Faemino-Faema, conegut anteriorment també com a Faema, va ser un equip ciclista belga, d'origen italià, de ciclisme en ruta que va competir entre 1968 a 1970. Va ser un dels equips on Eddy Merckx va aconseguir els seus principals triomfs.
No s'ha de confondre amb l'antic equip Faema.

## Principals resultats
- Volta a Catalunya: Eddy Merckx (1968)
- París-Roubaix: Eddy Merckx (1968, 1970)
- Tour de Romandia: Eddy Merckx (1968)
- París-Tours: Guido Reybrouck (1968)
- Milà-Sanremo: Eddy Merckx (1969)
- Tour de Flandes: Eddy Merckx (1969)
- Amstel Gold Race: Guido Reybrouck (1969)
- Lieja-Bastogne-Lieja: Eddy Merckx (1969
- París-Luxemburg: Eddy Merckx (1969)
- Campionat de Zuric: Roger Swerts (1969)
- París-Niça: Eddy Merckx (1969, 1970)
- Fletxa Valona: Eddy Merckx (1970)
- Gant-Wevelgem: Eddy Merckx (1970)
- Setmana Catalana: Italo Zilioli (1970)
- Volta a Bèlgica: Eddy Merckx (1970)

### A les grans voltes
- Giro d'Itàlia
  - 3 participacions (1968, 1969, 1970)
  - 17 victòries d'etapa:
    - 9 el 1968: Eddy Merckx (4), Guido Reybrouck (3), Emilio Casalini, Lino Farisato
    - 4 el 1969: Eddy Merckx (4)
    - 4 el 1970: Eddy Merckx (3), Italo Zilioli

  - 2 classificació finals:
    - Eddy Merckx: 1968, 1970

  - 2 classificacions secundàries:
    - Gran Premi de la muntanya: Eddy Merckx (1968)
    - Classificació per punts: Eddy Merckx (1968)
    - Classificació per equips: (1968, 1969, 1970)

- Tour de França
  - 2 participacions (1969, 1970)
  - 20 victòries d'etapa:
    - 9 el 1969: Eddy Merckx (6), Julien Stevens, Guido Reybrouck, Jozef Spruyt
    - 11 el 1970: Eddy Merckx (8), Italo Zilioli, Jozef Spruyt, CRE

  - 2 classificació finals:
    - Eddy Merckx: 1969, 1970

  - 8 classificacions secundàries:
    - Gran Premi de la muntanya: Eddy Merckx (1969, 1970)
    - Classificació de la combinada: Eddy Merckx (1969, 1970)
    - Premi de la combativitat: Eddy Merckx (1969, 1970)
    - Classificació per punts: Eddy Merckx (1969)
    - Classificació per equips: (1969)

- Volta a Espanya
  - 1 participacions (1968)
  - 1 victòries d'etapa:
    - 1 el 1968: Victor Van Schil

  - 0 classificació finals:
  - 0 classificacions secundàries:

## Composició de l'equip
| \| Llista de l'equip 1968 \| Llista de l'equip 1968 \| Llista de l'equip 1968 \| Llista de l'equip 1968 \| \| Ciclista \| Data de naixement \| Equip previ \| \| \| ---------------------- \| ---------------------- \| ---------------------------- \| ---------------------- \| \| Vittorio Adorni \| 14 de novembre de 1937 \| Salamini-Luxor TV (1967) \| \| \| Luciano Armani \| 12 de octubre de 1940 \| \| \| \| Antonio Bailetti \| 29 de setembre de 1937 \| Salvarani (1967) \| \| \| Giovanni Bettinelli \| 5 de març de 1935 \| \| \| \| Emilio Casalini \| 5 de novembre de 1941 \| \| \| \| Vittorio Casati \| 8 de maig de 1938 \| \| \| \| Noël De Pauw \| 25 de juliol de 1942 \| \| \| \| Julien Delocht \| 21 de febrer de 1942 \| \| \| \| Mino Denti \| 5 de febrer de 1945 \| \| \| \| Lino Farisato \| 15 de març de 1945 \| \| \| \| Lauro Grazioli \| 25 de novembre de 1943 \| \| \| \| Robert Lelangue \| 4 de febrer de 1940 \| Roméo-Smith's (1967) \| \| \| Bruno Mealli \| 20 de novembre de 1937 \| Salamini-Luxor TV (1967) \| \| \| Eddy Merckx \| 17 de juny de 1945 \| Peugeot-BP-Michelin (1967) \| \| \| Ambrogio Portalupi \| 25 de gener de 1943 \| \| \| \| Guido Reybrouck \| 25 de desembre de 1941 \| Roméo-Smith's (1967) \| \| \| Guido De Rosso \| 28 de setembre de 1940 \| Vittadello (1967) \| \| \| Pietro Scandelli \| 16 de octubre de 1941 \| \| \| \| Patrick Sercu \| 27 de juny de 1944 \| Flandria-De Clerck (1967) \| \| \| Luciano Soave \| 21 de agost de 1942 \| \| \| \| Jozef Spruyt \| 25 de febrer de 1943 \| Mercier-BP-Hutchinson (1967) \| \| \| Roger Swerts \| 28 de desembre de 1942 \| Mercier-BP-Hutchinson (1967) \| \| \| Martin Van Den Bossche \| 10 de març de 1941 \| Smith's (1968) \| \| \| Victor Van Schil \| 21 de desembre de 1939 \| Flandria-De Clerck (1967) \| \| \| Luigi Zuccotti \| 14 de gener de 1942 \| \| \| \| \| \| \| \| \| Font: Cycling Archives \| \| \| \| |                        |                              |  |
| Llista de l'equip 1968 |                        |                              |  |
| Ciclista | Data de naixement      | Equip previ                  |  |
| Vittorio Adorni | 14 de novembre de 1937 | Salamini-Luxor TV (1967)     |  |
| Luciano Armani | 12 de octubre de 1940  |                              |  |
| Antonio Bailetti | 29 de setembre de 1937 | Salvarani (1967)             |  |
| Giovanni Bettinelli | 5 de març de 1935      |                              |  |
| Emilio Casalini | 5 de novembre de 1941  |                              |  |
| Vittorio Casati | 8 de maig de 1938      |                              |  |
| Noël De Pauw | 25 de juliol de 1942   |                              |  |
| Julien Delocht | 21 de febrer de 1942   |                              |  |
| Mino Denti | 5 de febrer de 1945    |                              |  |
| Lino Farisato | 15 de març de 1945     |                              |  |
| Lauro Grazioli | 25 de novembre de 1943 |                              |  |
| Robert Lelangue | 4 de febrer de 1940    | Roméo-Smith's (1967)         |  |
| Bruno Mealli | 20 de novembre de 1937 | Salamini-Luxor TV (1967)     |  |
| Eddy Merckx | 17 de juny de 1945     | Peugeot-BP-Michelin (1967)   |  |
| Ambrogio Portalupi | 25 de gener de 1943    |                              |  |
| Guido Reybrouck | 25 de desembre de 1941 | Roméo-Smith's (1967)         |  |
| Guido De Rosso | 28 de setembre de 1940 | Vittadello (1967)            |  |
| Pietro Scandelli | 16 de octubre de 1941  |                              |  |
| Patrick Sercu | 27 de juny de 1944     | Flandria-De Clerck (1967)    |  |
| Luciano Soave | 21 de agost de 1942    |                              |  |
| Jozef Spruyt | 25 de febrer de 1943   | Mercier-BP-Hutchinson (1967) |  |
| Roger Swerts | 28 de desembre de 1942 | Mercier-BP-Hutchinson (1967) |  |
| Martin Van Den Bossche | 10 de març de 1941     | Smith's (1968)               |  |
| Victor Van Schil | 21 de desembre de 1939 | Flandria-De Clerck (1967)    |  |
| Luigi Zuccotti | 14 de gener de 1942    |                              |  |
| |                        |                              |  |
| Font: Cycling Archives |                        |                              |  |

| \| Llista de l'equip 1969 \| Llista de l'equip 1969 \| Llista de l'equip 1969 \| Llista de l'equip 1969 \| \| Ciclista \| Data de naixement \| Equip previ \| \| \| ------------------------ \| ---------------------- \| ------------------------------- \| ---------------------- \| \| Etienne Antheunis \| 15 de juny de 1947 \| \| \| \| Antonio Bailetti \| 29 de setembre de 1937 \| Salvarani (1967) \| \| \| Frans Brands \| 31 de maig de 1940 \| Smith's (1968) \| \| \| Constantino Conti \| 26 de novembre de 1945 \| \| \| \| Julien Delocht \| 21 de febrer de 1942 \| \| \| \| Francesco Desaymonet \| 20 de abril de 1943 \| \| \| \| Pietro Di Caterina \| 13 de gener de 1945 \| \| \| \| Lino Farisato \| 15 de març de 1945 \| \| \| \| Eddy Merckx \| 17 de juny de 1945 \| Peugeot-BP-Michelin (1967) \| \| \| Frans Mintjens \| 23 de novembre de 1946 \| \| \| \| Englebert Opdebeeck \| 27 de desembre de 1946 \| \| \| \| Adelio Re \| 22 de juliol de 1944 \| \| \| \| Guido Reybrouck \| 25 de desembre de 1941 \| Roméo-Smith's (1967) \| \| \| Guido De Rosso \| 28 de setembre de 1940 \| Vittadello (1967) \| \| \| Pietro Scandelli \| 16 de octubre de 1941 \| \| \| \| Willy Scheers \| 29 de març de 1947 \| \| \| \| Patrick Sercu \| 27 de juny de 1944 \| Faema (1969) \| \| \| Luciano Soave \| 21 de agost de 1942 \| \| \| \| Jozef Spruyt \| 25 de febrer de 1943 \| Mercier-BP-Hutchinson (1967) \| \| \| Julien Stevens \| 25 de febrer de 1943 \| Smith's (1968) \| \| \| Roger Swerts \| 28 de desembre de 1942 \| Mercier-BP-Hutchinson (1967) \| \| \| Bernard Van De Kerckhove \| 8 de juliol de 1941 \| Pelforth-Sauvage-Lejeune (1968) \| \| \| Martin Van Den Bossche \| 10 de març de 1941 \| Smith's (1968) \| \| \| Victor Van Schil \| 21 de desembre de 1939 \| Flandria-De Clerck (1967) \| \| \| Valere Van Sweevelt \| 15 de abril de 1947 \| \| \| \| Georges Vandenberghe \| 28 de desembre de 1941 \| Smith's (1968) \| \| \| Herman Vrijders \| 29 de juliol de 1946 \| Smith's (1968) \| \| \| \| \| \| \| \| Font: Cycling Archives \| \| \| \| |                        |                                 |  |
| Llista de l'equip 1969 |                        |                                 |  |
| Ciclista | Data de naixement      | Equip previ                     |  |
| Etienne Antheunis | 15 de juny de 1947     |                                 |  |
| Antonio Bailetti | 29 de setembre de 1937 | Salvarani (1967)                |  |
| Frans Brands | 31 de maig de 1940     | Smith's (1968)                  |  |
| Constantino Conti | 26 de novembre de 1945 |                                 |  |
| Julien Delocht | 21 de febrer de 1942   |                                 |  |
| Francesco Desaymonet | 20 de abril de 1943    |                                 |  |
| Pietro Di Caterina | 13 de gener de 1945    |                                 |  |
| Lino Farisato | 15 de març de 1945     |                                 |  |
| Eddy Merckx | 17 de juny de 1945     | Peugeot-BP-Michelin (1967)      |  |
| Frans Mintjens | 23 de novembre de 1946 |                                 |  |
| Englebert Opdebeeck | 27 de desembre de 1946 |                                 |  |
| Adelio Re | 22 de juliol de 1944   |                                 |  |
| Guido Reybrouck | 25 de desembre de 1941 | Roméo-Smith's (1967)            |  |
| Guido De Rosso | 28 de setembre de 1940 | Vittadello (1967)               |  |
| Pietro Scandelli | 16 de octubre de 1941  |                                 |  |
| Willy Scheers | 29 de març de 1947     |                                 |  |
| Patrick Sercu | 27 de juny de 1944     | Faema (1969)                    |  |
| Luciano Soave | 21 de agost de 1942    |                                 |  |
| Jozef Spruyt | 25 de febrer de 1943   | Mercier-BP-Hutchinson (1967)    |  |
| Julien Stevens | 25 de febrer de 1943   | Smith's (1968)                  |  |
| Roger Swerts | 28 de desembre de 1942 | Mercier-BP-Hutchinson (1967)    |  |
| Bernard Van De Kerckhove | 8 de juliol de 1941    | Pelforth-Sauvage-Lejeune (1968) |  |
| Martin Van Den Bossche | 10 de març de 1941     | Smith's (1968)                  |  |
| Victor Van Schil | 21 de desembre de 1939 | Flandria-De Clerck (1967)       |  |
| Valere Van Sweevelt | 15 de abril de 1947    |                                 |  |
| Georges Vandenberghe | 28 de desembre de 1941 | Smith's (1968)                  |  |
| Herman Vrijders | 29 de juliol de 1946   | Smith's (1968)                  |  |
| |                        |                                 |  |
| Font: Cycling Archives |                        |                                 |  |

| \| Llista de l'equip 1970 \| Llista de l'equip 1970 \| Llista de l'equip 1970 \| Llista de l'equip 1970 \| \| Ciclista \| Data de naixement \| Equip previ \| \| \| ---------------------- \| ---------------------- \| ---------------------------- \| ---------------------- \| \| Etienne Antheunis \| 15 de juny de 1947 \| \| \| \| Joseph Bruyère \| 5 de octubre de 1948 \| \| \| \| Pietro Campagnari \| 15 de maig de 1941 \| Sanson (1969) \| \| \| Julien Delocht \| 21 de febrer de 1942 \| \| \| \| Francesco Desaymonet \| 20 de abril de 1943 \| \| \| \| Pietro Di Caterina \| 13 de gener de 1945 \| \| \| \| Lino Farisato \| 15 de març de 1945 \| \| \| \| Fernand Hermie \| 24 de gener de 1945 \| \| \| \| Jos Huysmans \| 18 de desembre de 1941 \| Dr. Mann-Grundig (1969) \| \| \| Roger Kindt \| 18 de setembre de 1945 \| \| \| \| Eddy Merckx \| 17 de juny de 1945 \| Peugeot-BP-Michelin (1967) \| \| \| Frans Mintjens \| 23 de novembre de 1946 \| \| \| \| Willy Monty \| 11 de octubre de 1939 \| Peugeot-BP-Michelin (1969) \| \| \| Adelio Re \| 22 de juliol de 1944 \| \| \| \| Pietro Scandelli \| 16 de octubre de 1941 \| \| \| \| Willy Scheers \| 29 de març de 1947 \| \| \| \| Jozef Spruyt \| 25 de febrer de 1943 \| Mercier-BP-Hutchinson (1967) \| \| \| Julien Stevens \| 25 de febrer de 1943 \| Smith's (1968) \| \| \| Roger Swerts \| 28 de desembre de 1942 \| Mercier-BP-Hutchinson (1967) \| \| \| Arthur Van De Vijver \| 29 de febrer de 1948 \| \| \| \| Victor Van Schil \| 21 de desembre de 1939 \| Flandria-De Clerck (1967) \| \| \| Georges Vandenberghe \| 28 de desembre de 1941 \| Smith's (1968) \| \| \| Italo Zilioli \| 24 de setembre de 1941 \| Filotex (1969) \| \| \| \| \| \| \| \| Font: UCI \| \| \| \| |                        |                              |  |
| Llista de l'equip 1970 |                        |                              |  |
| Ciclista | Data de naixement      | Equip previ                  |  |
| Etienne Antheunis | 15 de juny de 1947     |                              |  |
| Joseph Bruyère | 5 de octubre de 1948   |                              |  |
| Pietro Campagnari | 15 de maig de 1941     | Sanson (1969)                |  |
| Julien Delocht | 21 de febrer de 1942   |                              |  |
| Francesco Desaymonet | 20 de abril de 1943    |                              |  |
| Pietro Di Caterina | 13 de gener de 1945    |                              |  |
| Lino Farisato | 15 de març de 1945     |                              |  |
| Fernand Hermie | 24 de gener de 1945    |                              |  |
| Jos Huysmans | 18 de desembre de 1941 | Dr. Mann-Grundig (1969)      |  |
| Roger Kindt | 18 de setembre de 1945 |                              |  |
| Eddy Merckx | 17 de juny de 1945     | Peugeot-BP-Michelin (1967)   |  |
| Frans Mintjens | 23 de novembre de 1946 |                              |  |
| Willy Monty | 11 de octubre de 1939  | Peugeot-BP-Michelin (1969)   |  |
| Adelio Re | 22 de juliol de 1944   |                              |  |
| Pietro Scandelli | 16 de octubre de 1941  |                              |  |
| Willy Scheers | 29 de març de 1947     |                              |  |
| Jozef Spruyt | 25 de febrer de 1943   | Mercier-BP-Hutchinson (1967) |  |
| Julien Stevens | 25 de febrer de 1943   | Smith's (1968)               |  |
| Roger Swerts | 28 de desembre de 1942 | Mercier-BP-Hutchinson (1967) |  |
| Arthur Van De Vijver | 29 de febrer de 1948   |                              |  |
| Victor Van Schil | 21 de desembre de 1939 | Flandria-De Clerck (1967)    |  |
| Georges Vandenberghe | 28 de desembre de 1941 | Smith's (1968)               |  |
| Italo Zilioli | 24 de setembre de 1941 | Filotex (1969)               |  |
| |                        |                              |  |
| Font: UCI |                        |                              |  |